# Narbo Martius

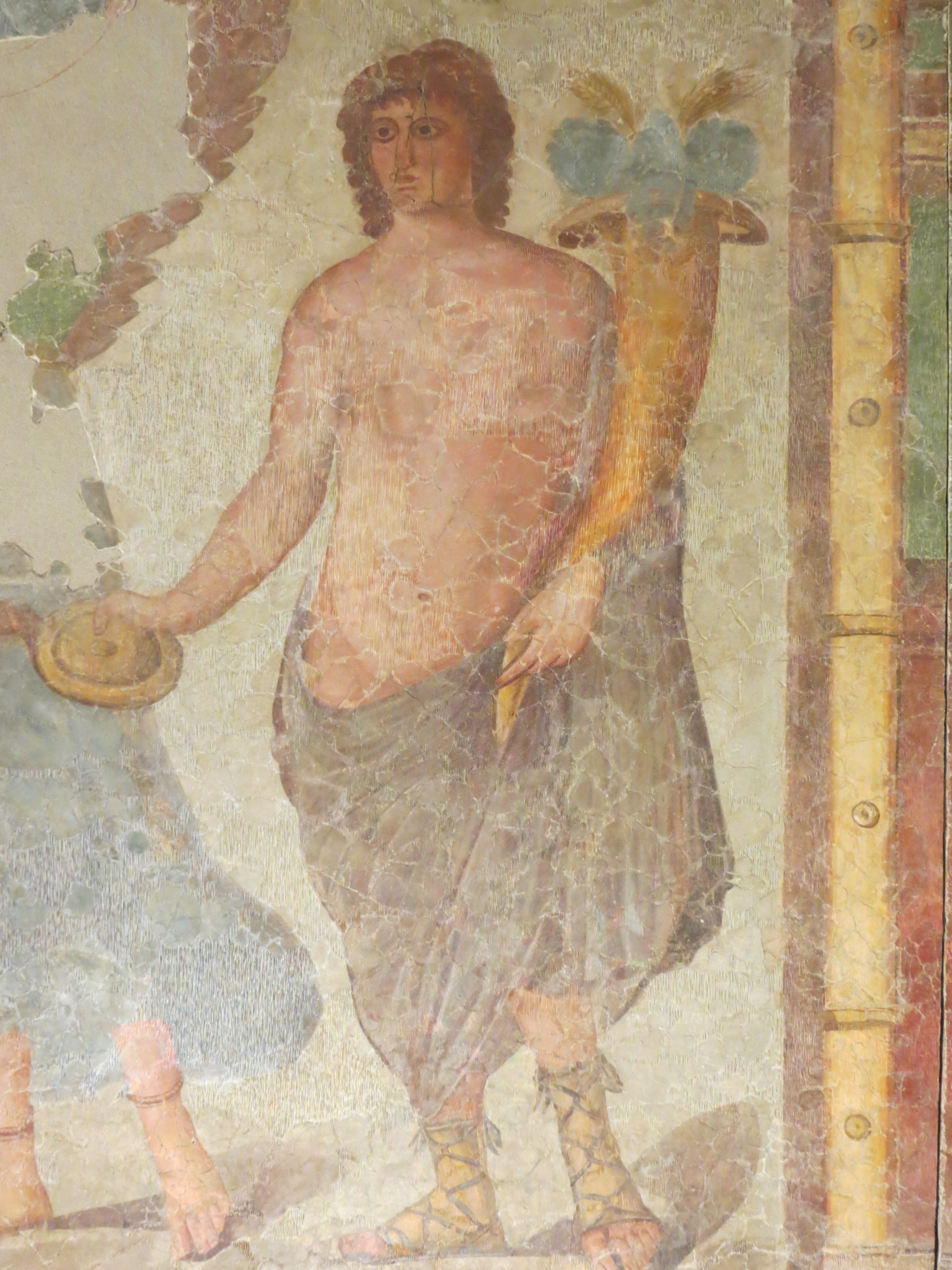
Wandbild aus einem römischen Haus aus Narbo Martius, Ausgrabungsstätte Clos de la Lombarde, heute im Museum Narbo Via.

Narbo Martius oder Narbo ist der antike Name der heutigen Stadt Narbonne in Südfrankreich. Gegründet 118 v. Chr., wurde sie die Hauptstadt der nach ihr benannten römischen Provinz Gallia Narbonensis. Die Stadt lag strategisch günstig an der Via Domitia, die Italien mit den hispanischen Provinzen verband, und nahe dem Abzweig zur Via Aquitania, der Landverbindung zwischen Mittelmeer und Atlantik. Der Narbonner Hafen war zeitweise der zweitgrößte Hafen des Römischen Reiches nach Ostia, dem Hafen Roms. Die Einwohnerzahl am Ende des 1. Jahrhunderts n. Chr. wird auf 40.000 geschätzt.

## Gründung
Narbo Martius wurde ganz in der Nähe einer älteren Stadt gegründet: Auf dem Hügel Montlaurès, etwa 4 Kilometer nördlich von Narbonne, befand sich ein Oppidum, das sich bis zurück ins 6. Jahrhundert v. Chr. nachweisen lässt. Manche Autoren setzen dieses Oppidum mit der literarisch erwähnten Hauptstadt der Elisyker Naro oder Narbo gleich. Diese literarische Erwähnung im Lehrgedicht Ora maritima des Avienus erfolgte jedoch erst im späten 4. Jahrhundert nach Christus und damit erst etwa ein halbes Jahrtausend nach der Gründung von Narbo Martius. Andere Autoren halten die Gleichsetzung des Oppidums von Montlaurès mit Naro für nicht erwiesen.
In der Nähe des Oppidums findet sich der Unterlauf der Aude (lateinisch Atax), die sich zu römischen Zeiten noch in zwei Arme aufteilte. Der nördliche Arm floss ähnlich dem heutigen Flussverlauf weiter nach Osten, um nördlich des Massif de la Clape auf eine Lagune (Ètang) des Mittelmeers zu treffen, und der südliche nahm den Verlauf des heutigen Canal de la Robine an der Stadt Narbo Martius entlang, um südlich von ihr in die Lagune zu münden.
Die letzten Erwähnungen des elyskischen Oppidums finden sich im ersten Jahrhundert n. Chr. Im Jahr 118 v. Chr. wurde die Colonia Narbo Martius gegründet, beide Orte existierten also einige Zeit nebeneinander. Narbo Martius war die erste römische Kolonie außerhalb Italiens. Sie befand sich am linken Ufer des südlichen Mündungsarms der Aude, dort, wo sich heute die Altstadt von Narbonne mit der mittelalterlichen Kathedrale St-Just-St-Pasteur befindet. Der Name griff einen älteren einheimischen Begriff auf und ergänzte ihn durch Martius in der Bedeutung von „dem Kriegsgott Mars gewidmet“. Angeführt von Gnaeus Domitius Ahenobarbus, dem Sohn des gleichnamigen Auftraggebers der Via Domitia, und Lucius Licinius Crassus kamen zweitausend Siedler in die neue Kolonie. Die Straßen wurden auf einem Gebiet mit einigen hundert Metern Kantenlänge wie in römischen Städten üblich nach dem Hippodamischen Schema in rechten Winkeln angelegt. Die Einwohner hatten die römischen Bürgerrechte.

## Entwicklung

### Wirtschaftlicher Aufschwung als Seehafen

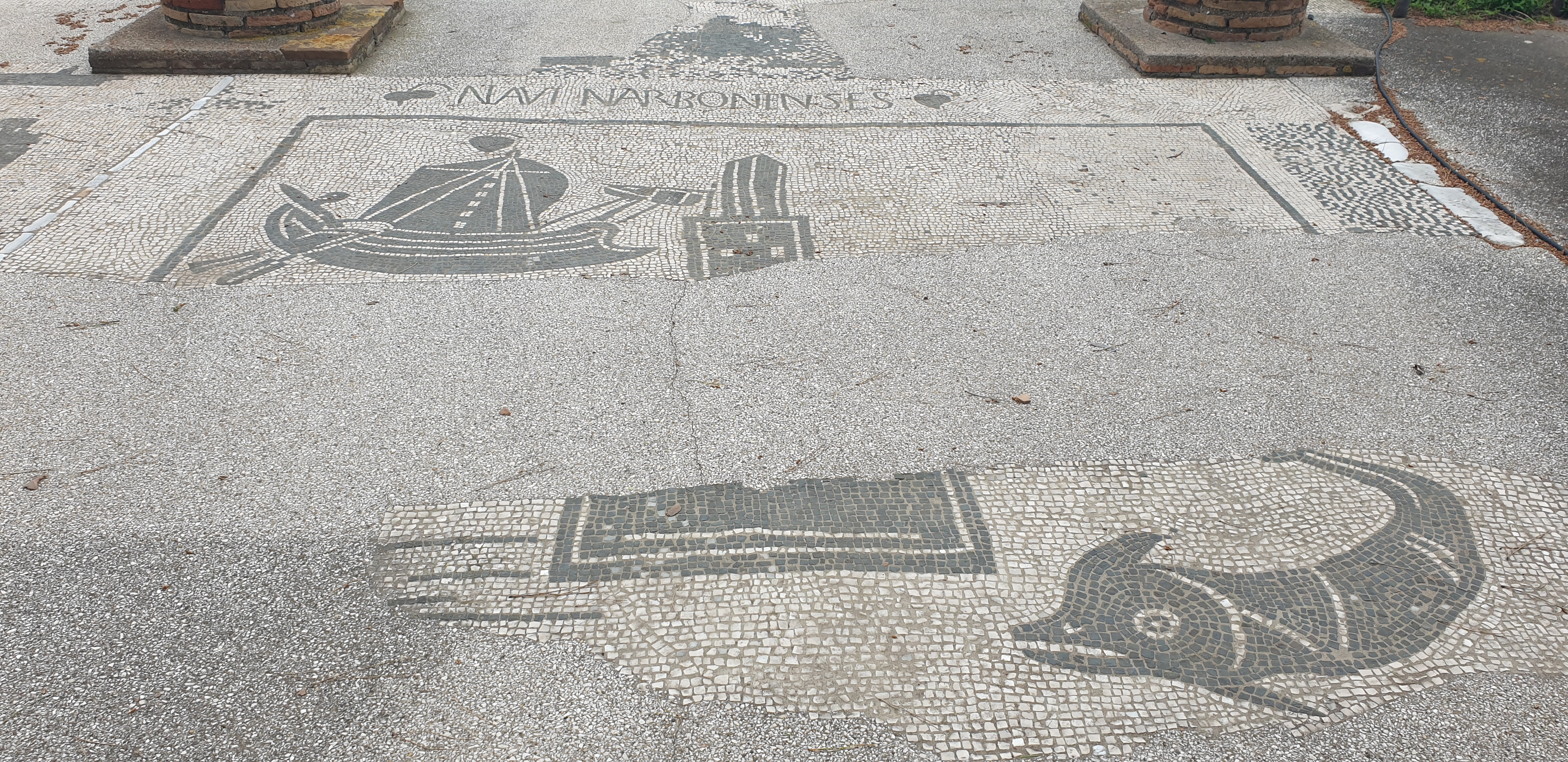
Mosaik aus Ostia, dem Hafen Roms, das mit der Inschrift „Navi Narbonenses“ (etwa: Schiffe aus Narbo) auf ansässige Händler aus Narbo hinweist.

Auf Grund der günstigen geographischen Lage entwickelte sich Narbo rasch zu einem militärischen, wirtschaftlichen und kulturellen Zentrum für die neu eroberten Gebiete im Süden Galliens. Im Jahr 45 v. Chr. gründete Gaius Iulius Caesar eine zweite Kolonie für Veteranen der X. Legion, die ebenfalls Grundstücke erhielten. Der vollständige Name lautete nun Colonia Iulia Narbo Martius. Auf Grund der Entstehungsgeschichte stammten die Einwohner der Stadt im Wesentlichen von der italienischen Halbinsel.
Im Jahr 27 v. Chr. ließ Kaiser Augustus eine Generalversammlung für Gallien nach Narbo einberufen, um die Verwaltung der Provinzen neu zu organisieren. Narbo wurde die Hauptstadt der nach ihr benannten Provinz Gallia Narbonensis, die von den Alpen bis zu den Pyrenäen reichte. Das Wachstum der Stadt schritt rasch voran, am Ende des 1. Jahrhunderts n. Chr. nahm sie eine Fläche von etwa hundert Hektar ein, die Einwohnerzahl zu diesem Zeitpunkt wird auf etwa 40.000 geschätzt. Narbo war politische, wirtschaftliche und religiöse Hauptstadt: Um die Zeitenwende wurde in der Stadtmitte ein Kapitol errichtet, gewidmet der Trias aus Iupiter, Iuno und Minerva. Am Südostende befanden sich ein Amphitheater und in dessen Nähe ein Heiligtum, in welchem dem Kaiserkult gehuldigt wurde.
Ein wesentlicher Faktor beim Aufstieg der Stadt waren die Hafenanlagen, von denen aus Handel mit dem gesamten Mittelmeer getrieben wurde, so dass Narbo nach Ostia, dem Hafen Roms, zum zweitgrößten Hafen des Reiches aufstieg. Bei archäologischen Untersuchungen kamen Handelsgüter aus dem ganzen Mittelmeerraum zutage. Ein Mosaik in Ostia lässt darauf schließen, dass die Kaufleute aus Narbo hier einen Handelsposten hatten. Von Narbo aus wurde auch Handel mit dem Hinterland getrieben, mit den anderen Städten am Golfe du Lion bis in die Provence, und über die hier beginnende Via Aquitania, die über das Tal der Aude und die Seuil de Naurouze zum Tal der Garonne und schließlich nach Burdigala (heute Bordeaux) am Atlantik führte.
Strabon beschrieb um die Zeitenwende in seinen Geographika (4,1,12), dass der größere Teil des Gebiets auf der anderen Seite des Flusses von den Volcae bewohnt werde, die Narbo ebenfalls als Hafen nutzten, dass es aber sinnvoller sei, vom Hafen aller Kelten zu sprechen, da er alle anderen an Zahl der Handelsunternehmen weit übertreffe.

### Verkleinerung im 3. Jahrhundert
Nachdem sich das Römische Reich für lange Zeit der Pax Romana erfreute und wirtschaftlich prosperierte, kam es in der zweiten Hälfte des 3. Jahrhunderts zu mehreren Krisen (siehe Reichskrise des 3. Jahrhunderts), beispielsweise einem Einfall der Alamannen ins Reichsgebiet. Die bis dahin offene Stadt Narbo wurde hastig mit einer Einfriedung umgeben, und alle Gebiete außerhalb der Mauer wurden aufgegeben. Am Stadtrand gelegene Gebäude wie das Amphitheater und das Heiligtum des Kaiserkults dienten vermutlich als Steinbruch für den Bau der neuen Mauern.
Diokletian, Kaiser von 284 bis 305, teilte bei seiner Reichsreform die Provinz Gallia Narbonensis entlang der Rhone in zwei Teile. Die Bedeutung Narbos als Hauptstadt der verkleinerten Provinz Narbonensis I verringerte sich entsprechend, die wirtschaftliche Bedeutung des an der Rhone gelegenen Arelate (heute Arles) stieg dagegen. Der Hafenbetrieb in Narbo blieb jedoch bis ins 5. Jahrhundert wichtig.

### Christianisierung
Der christlichen Überlieferung zufolge begann die Christianisierung um das Jahr 250 mit Paulus von Narbonne, dem ersten Bischof der Stadt. Sein Grab, das auf der anderen, südwestlichen Flussseite lag, wurde verehrt, wahrscheinlich wurde Anfang des 4. Jahrhunderts eine Kirche zu seinen Ehren gebaut. Ebenfalls aus dem 4. Jahrhundert stammt eine Basilika, die bei Ausgrabungen im Clos de la Lombarde im Nordosten der Stadt gefunden wurde. Als das Christentum Ende des 4. Jahrhunderts Staatsreligion wurde, war die Stadt mit mehreren Kirchen bereits ein wichtiges religiöses Zentrum. Die Kirche des Bischofs Rusticus von Narbonne nahe der heutigen Kathedrale Saint-Juste wurde laut Angaben auf einem Türsturz 441–445 gebaut. 1927 wurden in der Nähe des Bahnhofs zufällig Überreste entdeckt, die eine auf das Jahr 456 datierte Widmungsinschrift für Saint-Félix aufwiesen. Diese Kirche war dem Namen nach bereits durch eine Erwähnung von Gregor von Tours aus dem 6. Jahrhundert bekannt. Eine Ausgrabung von 1994 zeigte, dass bei dieser Kirche Steine des nahe gelegenen Kapitols wiederverwendet wurden.

### Das Ende der römischen Zeit
Anfang des 5. Jahrhunderts erreichten die Westgoten Südgallien. Ihr Anführer Athaulf heiratete 414 in Narbonne die Tochter des römischen Kaisers Theodosius I. und Halbschwester des weströmischen Kaisers Honorius, Galla Placidia. 418 formalisierte der weströmische Heermeister Flavius Constantius die Anwesenheit der Westgoten durch einen Vertrag mit ihrem Anführer Wallia, einem Nachfolger Athaulfs. Die Provinz Narbonne wurde Septimanien genannt. 462 wurde die Stadt durch den Heermeister Agrippinus endgültig an die Westgoten übergeben. Sie wurde nun Narbona genannt, wie noch heute im Okzitanischen.
Die Zeit des römischen Narbo war beendet, die Zeit als Hauptstadt erst des ganzen Westgotenreichs und später der Provinz Septimanien begann.
719 eroberten von der hispanischen Halbinsel kommend die arabischen Umayyaden die Stadt und nannten sie Arbuñah. 40 Jahre später, 759, fiel sie schließlich an das Frankenreich.

## Bauwerke und Funde in der Stadt
Im heutigen Narbonner Stadtbild ist bei oberflächlicher Betrachtung nichts mehr vom römischen Erbe erhalten. Es ist jedoch auch nie vollständig verschwunden.

### Reliefe und Inschriften
Im 16. Jahrhundert wurde unter den Königen Ludwig XII. und Franz I. auf Grund neuer militärischer Anforderungen eine neue Stadtmauer gebaut. Franz I., der sich bei seinen Feldzügen gegen das damals sehr nahe Spanien mehrmals in Narbonne aufhielt, verfügte, dass alle antiken Fragmente auf gut sichtbare Weise nahe der Mauerkrone und um die Tore herum in der neuen Mauer verwendet werden sollten. Entsprechend wurden zahlreiche noch vorhandene Steine mit römischen Inschriften und Reliefen eingebaut, so dass das reiche römische Erbe dem Ankömmling sofort ins Auge fiel. Dadurch waren die römischen Fundstücke für die nächsten Jahrhunderte gesichert.
Ab 1868 wurde die Stadtmauer geschleift. Wegen der Wandstärke von drei Metern, an manchen Stellen bis zu sechs Metern, geschah dies auch unter Zuhilfenahme von Dynamit, wodurch einige der römischen Inschriften und Reliefe zerstört wurden. Zwei der Stadttore blieben zunächst als ‚historische Monumente‘ stehen, die Porte de Béziers und die Porte de Perpignan, bevor auch diese 1872 und 1874 abgerissen wurden. Paul Tournal (1805–1872) gelang es mit Unterstützung seines Neffen Léonce Berthomieu eine Lagerung der römischen Steine in der Narbonner Kirche Notre-Dame-de-Lamourguier zu veranlassen. Diese ehemalige Klosterkirche wurde von der Stadt vom Militär gemietet, welches die Kirche seit der französischen Revolution als Kaserne genutzt hatte. Von 1876 bis 1889 mussten die Steine im Freien gelagert werden, da das Militär einen Lagerraum brauchte, bevor sie erneut in die Kirche geräumt wurden. Diese stand kurz vor dem Abriss, als 1906 einer der Bögen des Hauptschiffes einbrach. Trotz zahlreicher Stimmen pro Abriss der „Bruchbude“ wurde eine Restaurierung beauftragt. Unter dem Großneffen Tournals, Louis Berthomieu, wurde die Einrichtung des „Musée Lapidaire“ (in etwa: Museum bearbeiteter Steine) 1910 weitgehend fertiggestellt. Die größte Kollektion römischer Steinkunst außerhalb Roms hatte eine Unterkunft gefunden, bis sie 2018 in das neue gebaute und 2021 eröffnete Museum Narbo Via umzog.

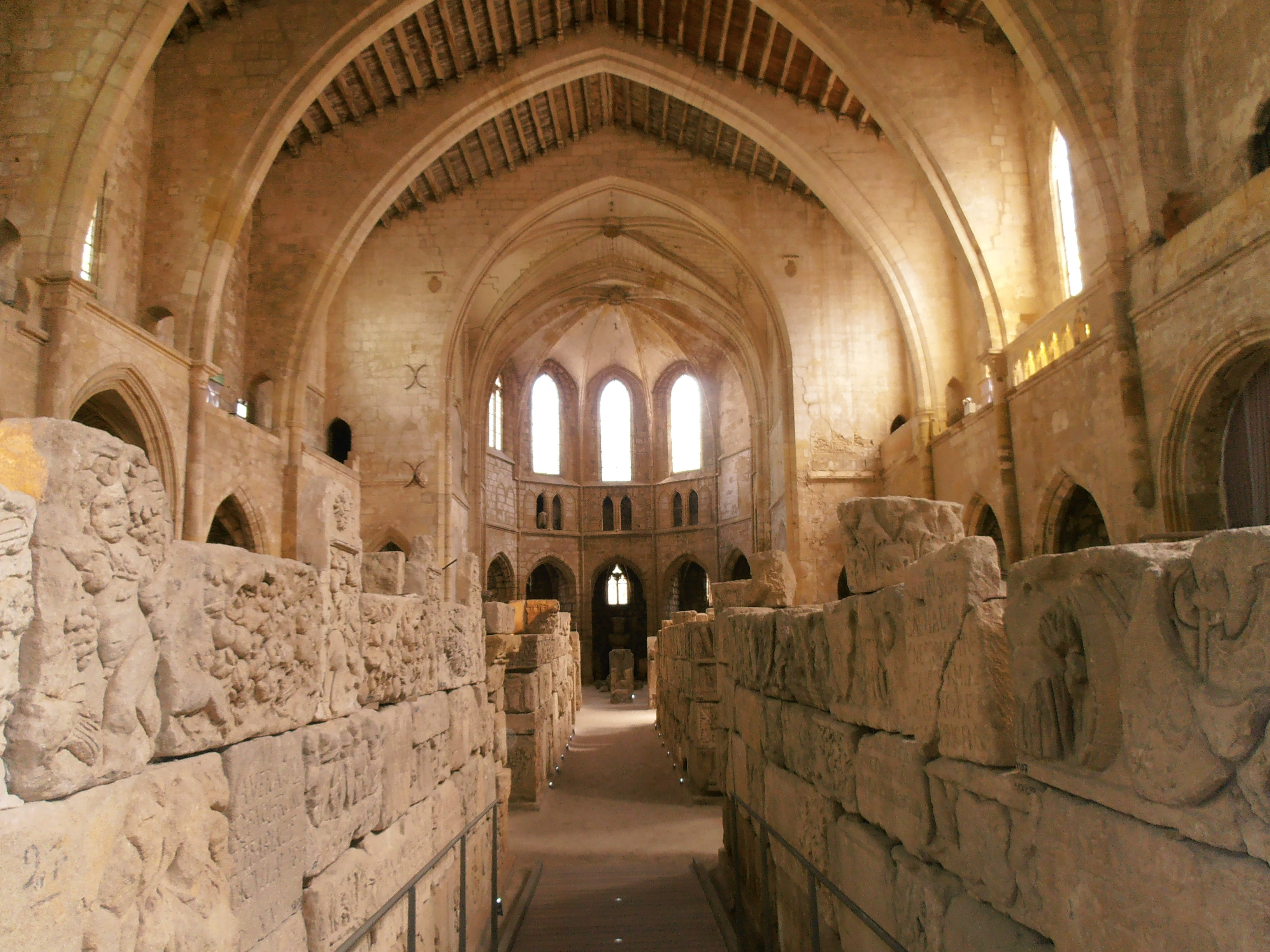
Ausstellung in der Kirche Lamourgier bis 2018.
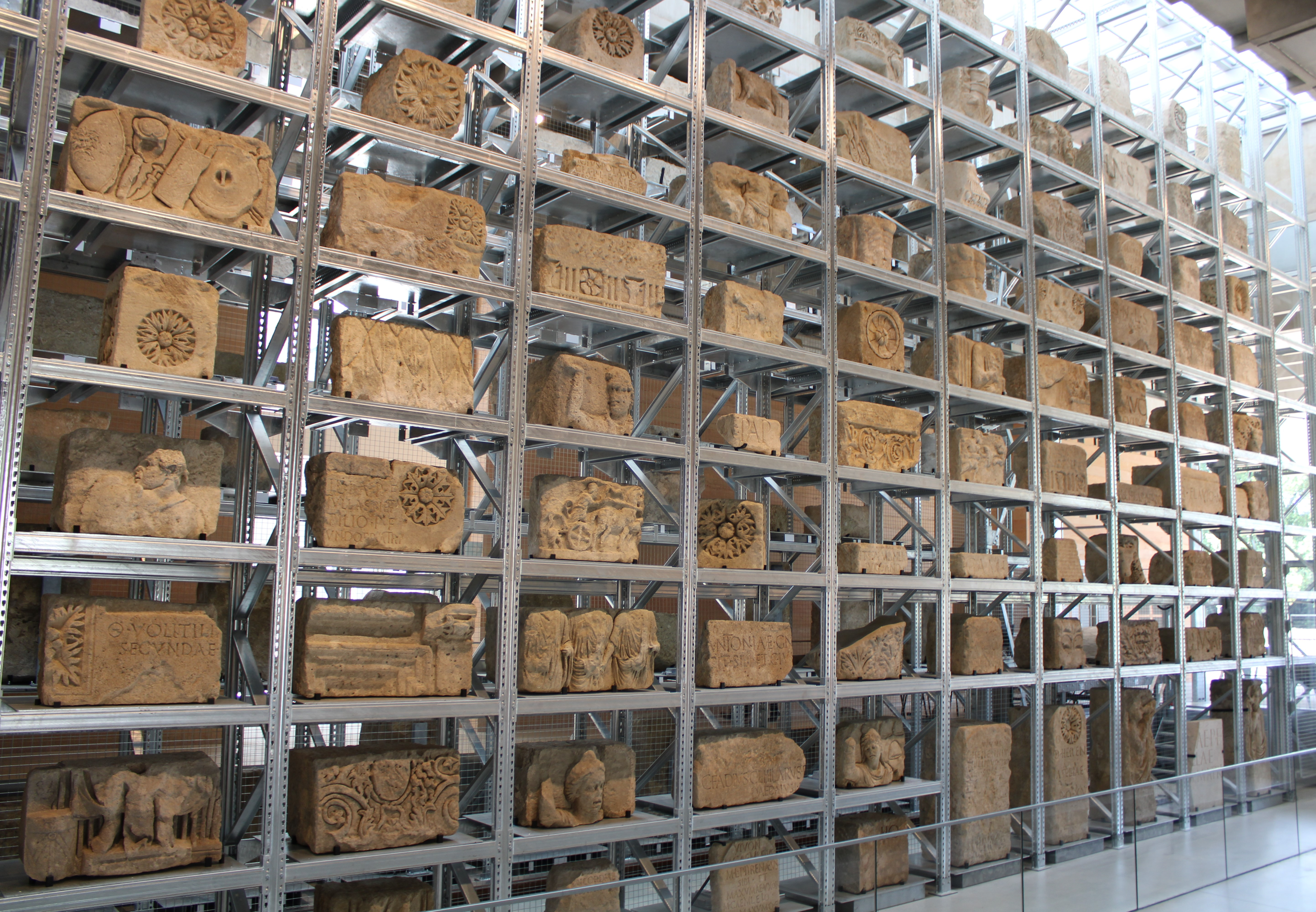
Teil der „Mur lapidaire“ im Museum Narbo Via, seit 2021

### Horreum

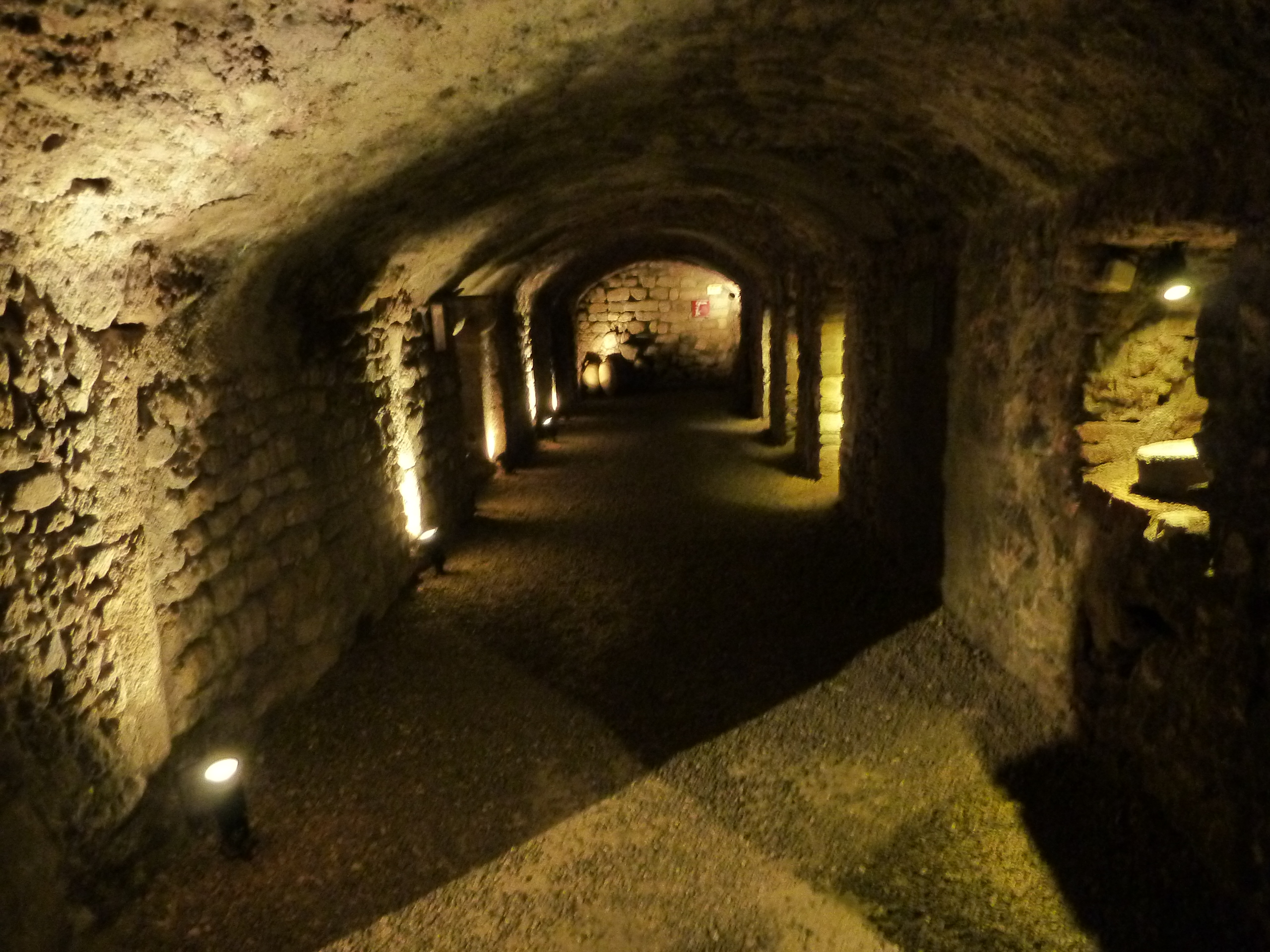
Einer der beiden Hauptgänge des Horreums.

Das Horreum (lateinisch für Lagerhalle, Speicher) ist der einzige Gebäudeteil in Narbonne, der seit der Antike unzerstört erhalten ist. Anfang des 18. Jahrhunderts wurden die Kellergewölbe für den Unterbau der Arena gehalten, bevor in den 1930er Jahren die noch heute gültige Interpretation als Lagerraum, vermutlich unter einer Markthalle aufkam. Ausgrabung von 1938 bis 1943 und 1967/68 bestätigten diese Sichtweise. Seit 1976 sind die Gewölbe öffentlich zugänglich, heute sind sie organisatorisch dem Museum Narbo Via angegliedert.
Das ursprüngliche Gemäuer stammt aus dem 1. Jahrhundert v. Chr. Es befand sich südlich des Forums an der Nord-Süd-Achse der Stadt. Der heutige Gebäuderest liegt etwa fünf Meter unterhalb des heutigen Bodenniveaus und besteht aus zwei senkrecht zueinander stehenden Gewölbegängen mit zahlreichen Nebenkammern, in denen Vorräte gelagert wurden, sowie einem größeren Raum am Anfang des einen Gangs, nahe dem heutigen Eingang, der später entstand. Die Westgalerie ist 50 Meter lang, die Nordgalerie 37,70 Meter. Mit den seitlichen Nebenkammern haben die Galerien eine Breite von 7,25 Meter, die Gewölbehöhe beträgt 2,30 Meter.
Die Datierung auf das 1. Jahrhundert beruht auf Ausgrabungsfunden sowie aus der Bauchtechnik mit Opus incertum und Opus reticulatum.

### Via Domitia
Auf dem Rathausplatz (Place de l'Hôtel de Ville) im Zentrum Narbonnes ist ein Stück der Via Domitia am Originalfundort zu sehen. Die Via Domitia war die Landverbindung von Italien durch den Süden Galliens zu den spanischen Provinzen, eine wichtige Handelsroute und die Hauptachse (Cardo maximus) der Stadt.
Bereits 1890 wurde sie bei Kanalarbeiten in der Rue Droite entdeckt, heute eine Einkaufsstraße im Narbonner Zentrum. Der Fund wurde sowohl in der Presse als auch von der archäologischen Kommission erwähnt, jedoch wurde die Fundstelle wieder zugeschüttet. Erst bei Erneuerungsarbeiten auf dem Rathausplatz 1997 wurde die Via Domitia erneut entdeckt und nun archäologisch erschlossen. Das sichtbare Stück, die oberste Schicht der alten Römerstraße stammt vom Ende des 4. Jahrhunderts n. Chr., denn schon zu römischen Zeiten wurde neue Straßenpflasterung über die älteren Schichten verlegt. Auf beiden Seiten ist ein Bürgersteig. Zum heutigen Straßenniveau besteht ein Höhenunterschied von 2,30 Metern. Der Fund bestätigte die Vermutung, dass die heutige Rue Droite den Verlauf der Via Domitia Richtung Brücke über die Aude nachzeichnet.

Ansichten der ausgegrabenen Via Domitia auf dem Rathausplatz
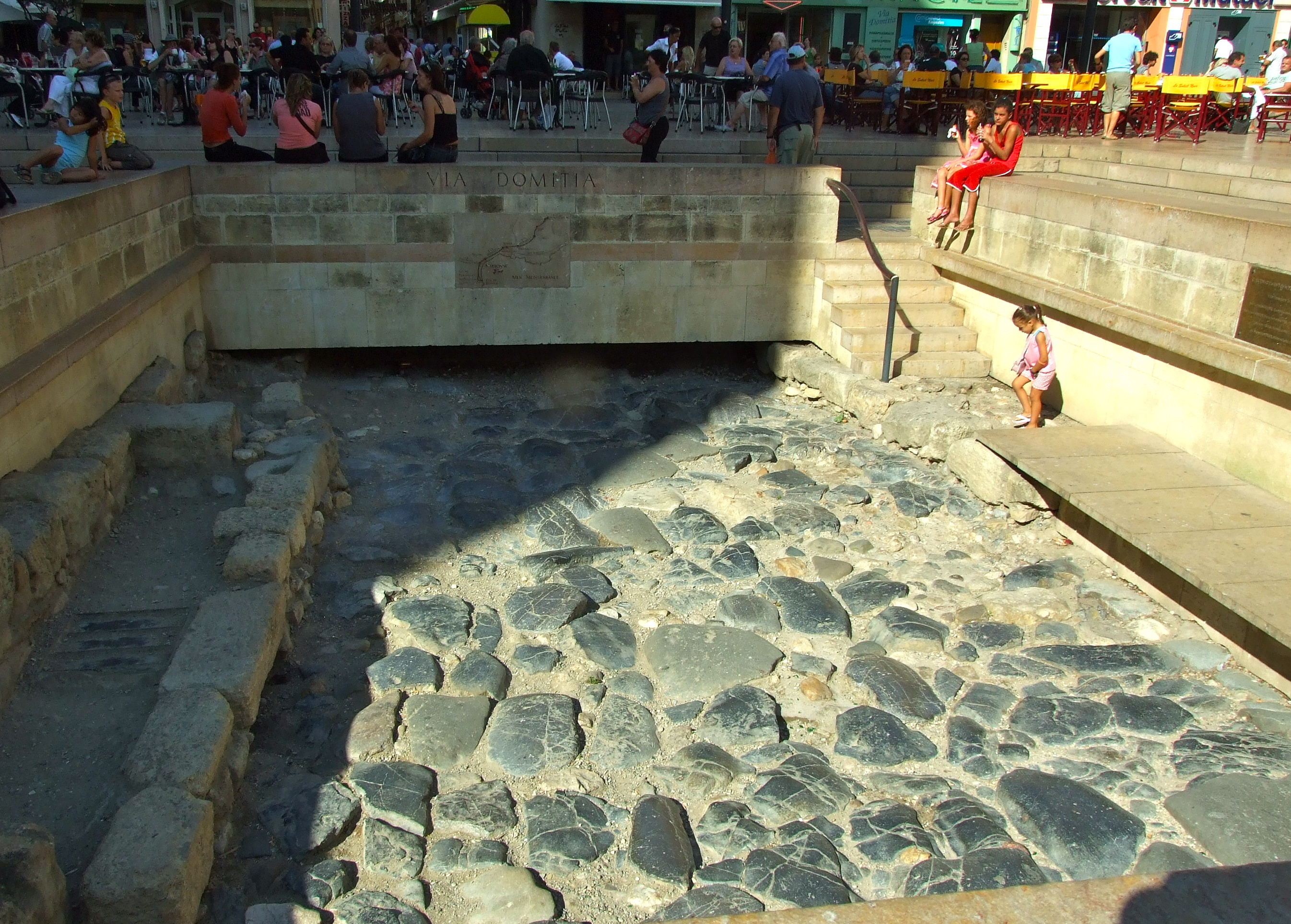
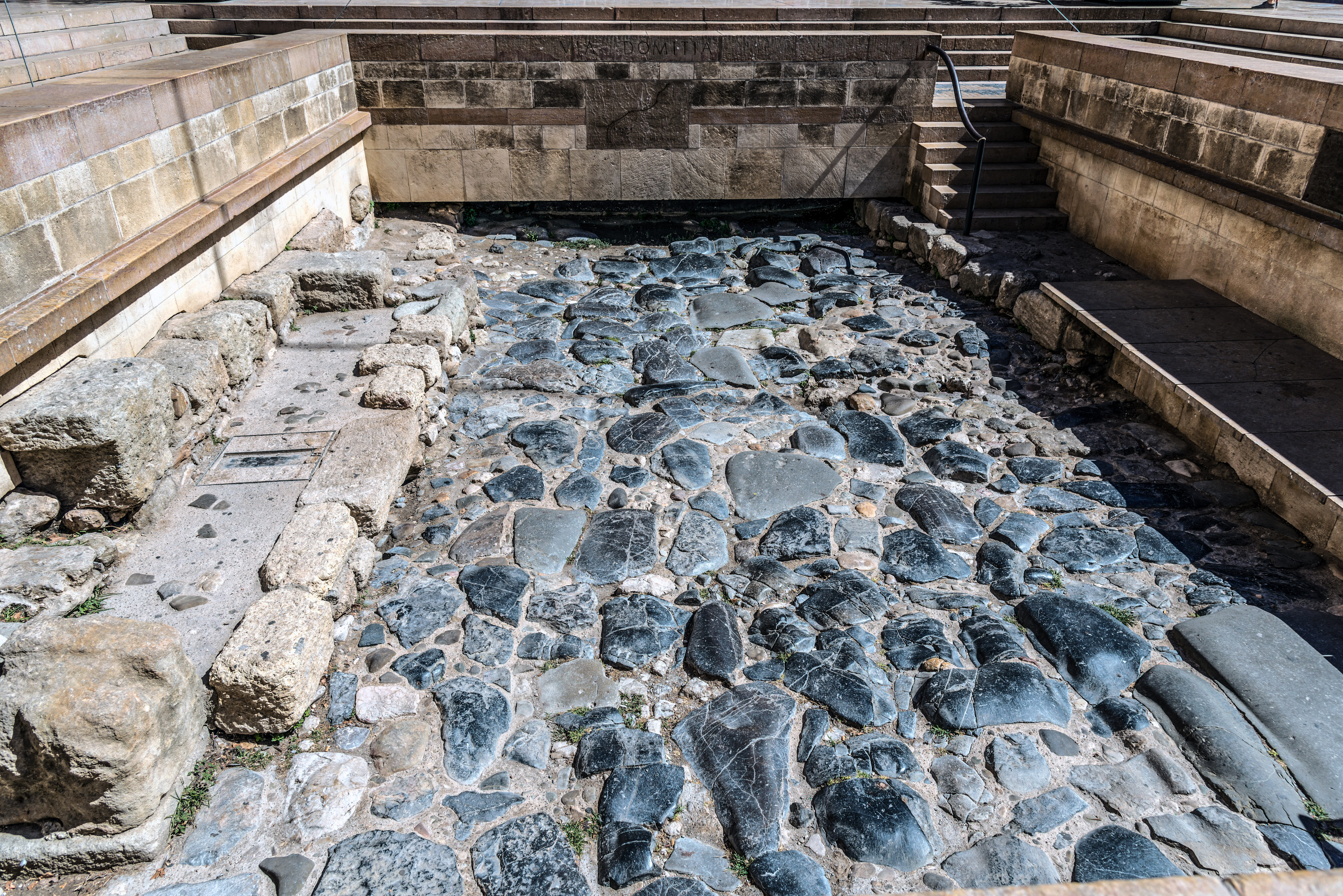
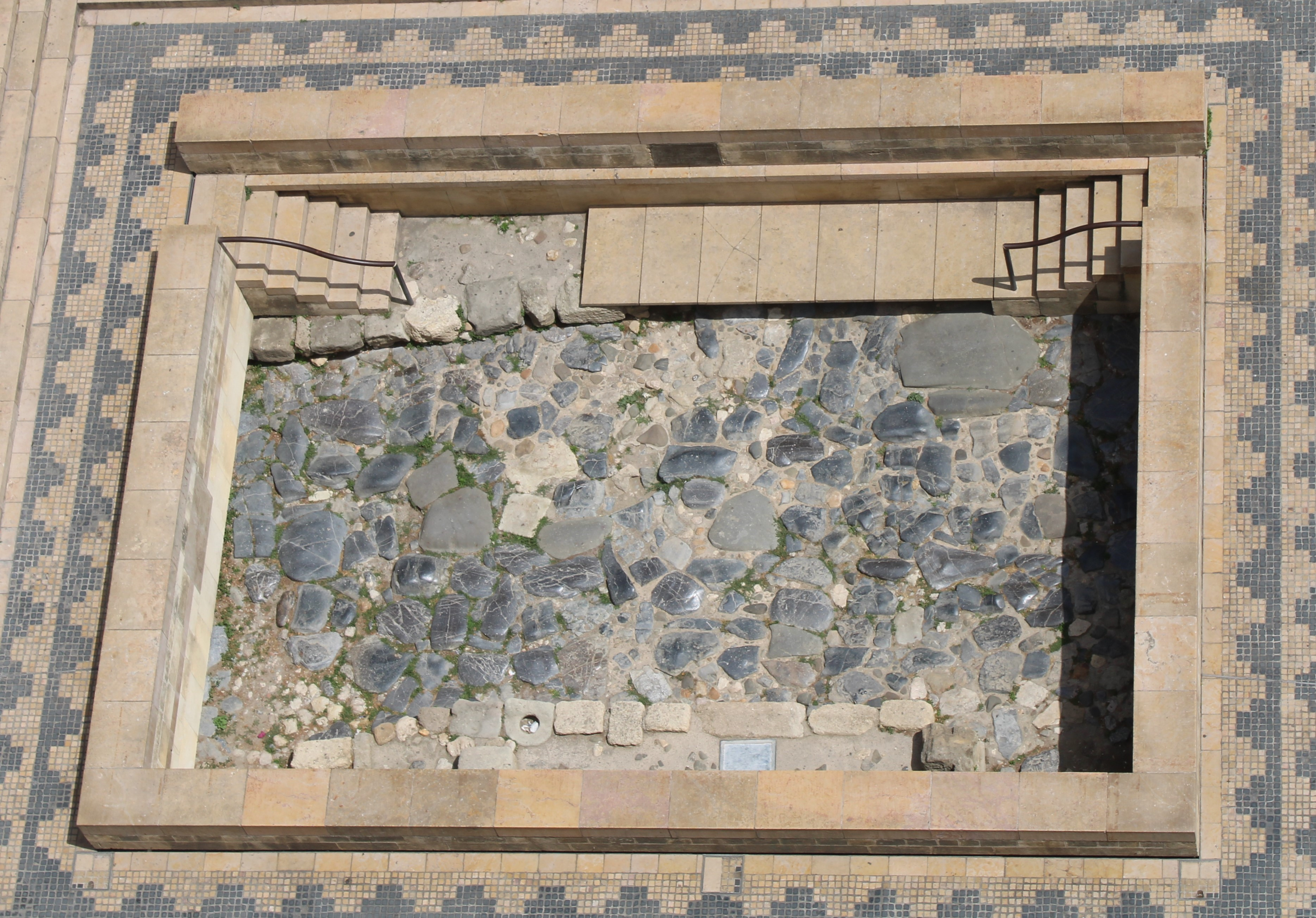

### Forum und großer Tempel

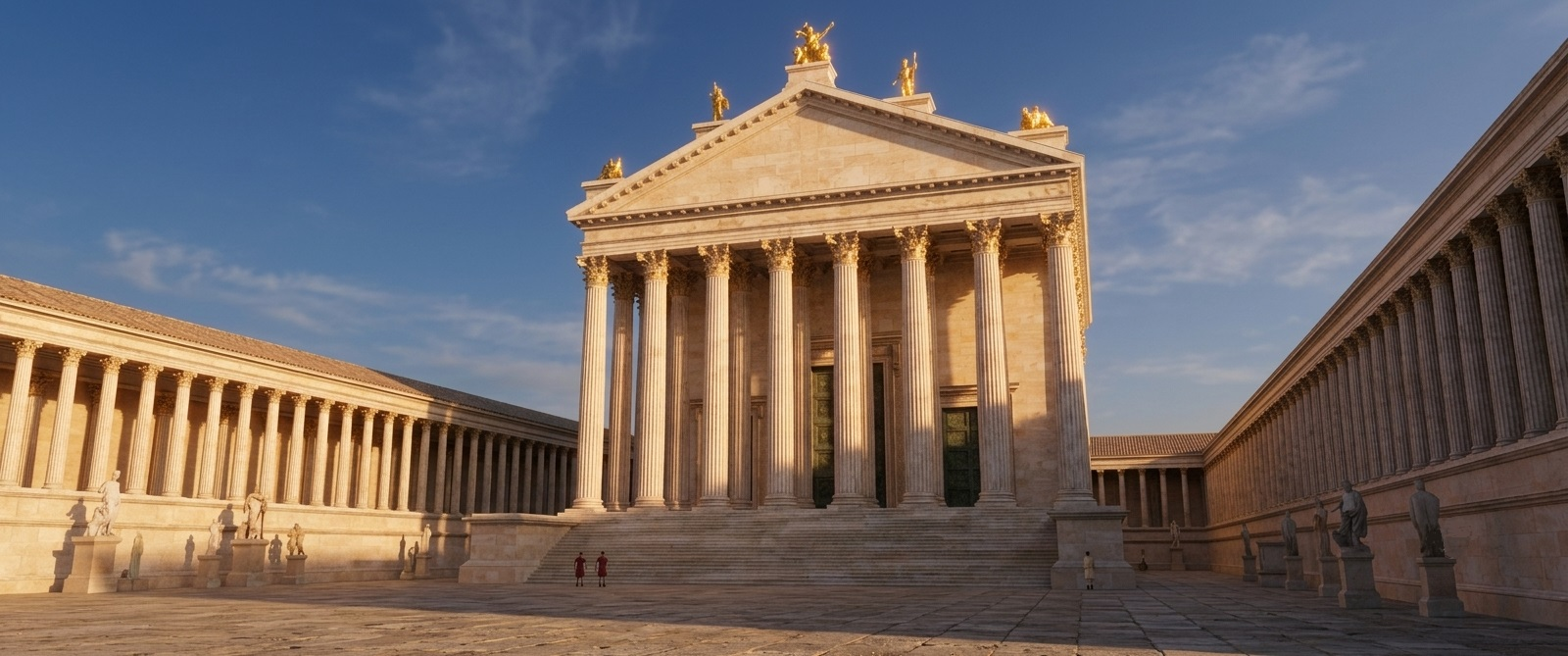
Eine von mehreren ähnlichen Rekonstruktionen des vermuteten Kapitols von Narbo Martius.

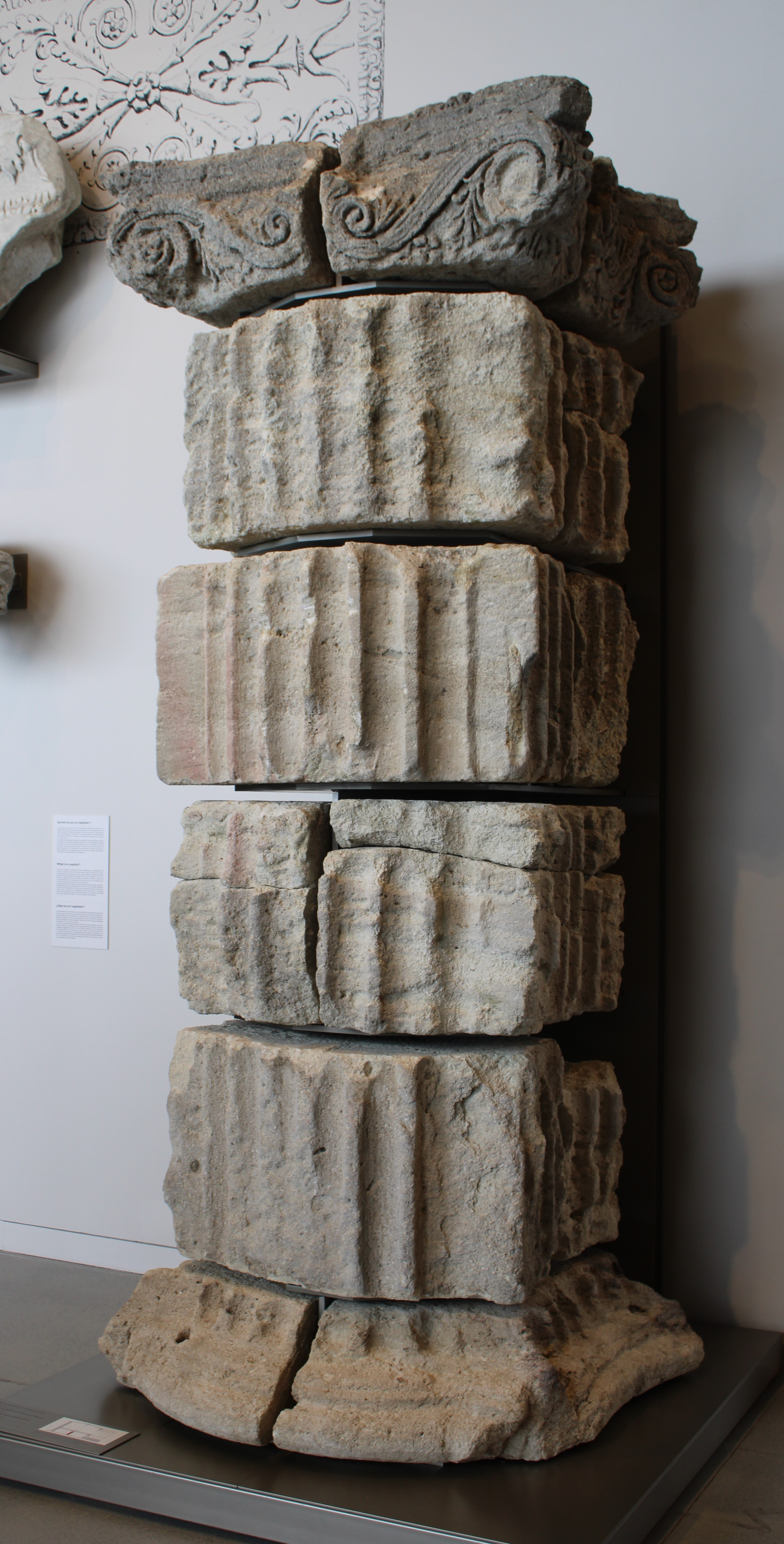
Reste einer der Säulen des Peribolos, welches den Forumsplatz auf drei Seiten umgab.

Im Gebiet nördlich des heutigen Place du Forum wurden ab 1896 bei Abbrucharbeiten und dem Bau des Collège Victor Hugo archäologische Spuren gefunden, die einem großen Tempel in einem Forum zugeordnet werden konnten, und der die neuzeitliche Bezeichnung Sanctuaire (Heiligtum) des Moulinasses erhielt. Manche Autoren gehen sicher davon aus, dass es sich hierbei um das Kapitol von Narbo Martius handelte. Ein Kapitol war den Gottheiten Jupiter, Juno und Minerva gewidmet. Ein eindeutiger Beweis, etwa eine Weiheinschrift, wurde jedoch nicht gefunden. Daher sind andere Autoren vorsichtiger und schreiben, dass es sich sehr wahrscheinlich um das Kapitol gehandelt habe. Für die Annahme, dass es sich um das ehemalige Kapitol handelt, spricht neben der schieren Größe des Tempels auch der Fund einer Adlerstatue, denn Adler wurden häufig mit Jupiter assoziiert. Aus Geldmangel konnten Ausgrabungen 1877 und 1879 nicht weitergeführt werden, so dass die Stadt die Gruben wieder auffüllen ließ. Kleinere Grabungen 1885 und 1888 führten weitere Fundstücke zu Tage, darunter ein großes Kapitell aus Marmor. 1933 konnten im Rahmen von Kanalarbeiten einige weitere Strukturen des Tempels gefunden werden.
Weitere Untersuchungen fanden 2016–2017 statt. Dabei kamen Mauerreste, Basen von Säulen, Kapitell-Reste und Keramiken zutage. Vermutlich wird die Auswertung dieser Stücke eine Abschätzung der Bauzeit und des Abrisses des Gebäudes ermöglichen. Auch die neuen Ausgrabungen mussten nach den Arbeiten auf Verlangen der Stadt wieder aufgefüllt werden, so dass vor Ort keine sichtbaren Spuren vorhanden sind. Lediglich eine Säule am Nordrand des Place du Forum und der Name dieses Platzes weisen auf die ehemalige Bedeutung der Gegend hin.
Rekonstruktionen haben ergeben, dass die Gesamthöhe des vermuteten Kapitols mit Treppe bei 32 Metern lag, die Breite bei etwa 36 Metern und die Länge bei 48 Metern. Damit war das Gebäude etwa zweieinhalb mal höher und breiter als die noch erhaltene Maison Carrée im heutigen Nîmes.
Bereits ab dem Ende der Antike wurde der Tempel abgetragen, vermutlich um das deutlich sichtbare heidnische Symbol in der nun christlichen Stadt verschwinden zu lassen. Die Bausteine wurden über die Stadt verteilt vielfach wiederverwendet, aber auch bei der Verstärkung der Dämme am Meerhafen. Während eines Gutteils des Mittelalters wurden die Reste des dann „capduel“ genannten Gebäudes weiterhin als Steinbruch verwendet, an dem sich die Einwohner nach Belieben bedienen konnten. Erzählungen zufolge hätten die Mauren nach der Eroberung der Stadt einige der Säulen nach Córdoba gebracht und beim Bau der dortigen Moschee verwendet.

### Amphitheater und Sanktuarium des Kaiserkults
Überreste des Amphitheaters wurden 1838 in einem Luzernenfeld östlich der damaligen Stadt, Richtung Massif de la Clape, gefunden, und damit auch am Rand der antiken Stadt. 1839 finanzierte das Innenministerium Ausgrabungen, bei denen ein Plan gezeichnet wurde, aus dem eine Länge des Gebäudes von etwa 120 Metern Länge hervorgeht. Das würde knapp der Größe des noch erhaltenen Amphitheaters in Nîmes entsprechen. Weitere Ausgrabungen fanden 1950 vor dem Bau neuer Gebäude sowie 1964, 2002 und 2003 statt. Dadurch konnte die Bauzeit auf etwa 70–75 n. Chr. bestimmt werden. Wann es abgerissen wurde, ist unklar, auch wenn die zweite Hälfte des 3. Jahrhunderts plausibel erscheint: Deutlich außerhalb der neuen Stadtmauer stehend könnte es als Steinbruch für diese gedient haben. Sidonius Apollinaris erstellte im 5. Jahrhundert eine Aufzählung der Gebäude der Stadt, in dieser ist das Amphitheater nicht mehr erhalten.
In der Nähe des Amphitheaters wurde bereits 1838 auch ein Ensemble weiterer Gebäude gefunden. 1887 kam in derselben Gegend ein 12 mal 10 Meter großes mit Marmor ausgekleidetes Schwimmbecken, umgeben von Stücken mit gepflastertem Boden mit Resten von Mosaiken, hinzu. 1888 wurde im Schwimmbecken eine Bronzetafel gefunden, mit dem „Lex de flamonio provinciae Narbonnensis“, also Gesetz der Flamen der Provinz Narbonnensis. Dieses Gesetz organisiert den Kaiserkult in der Stadt Narbonne, daher wird davon ausgegangen, dass der Fundort ein Sanktuarium (Tempel oder Heiligtum) dieses Kultes war. Der Bau stammte wie das Amphitheater aus dem letzten Viertel des 1. Jahrhunderts n. Chr. Die Bronzetafel wurde ursprünglich an den Louvre in Paris verkauft, ist aber heute im Museum Narbo Via in Narbonne zu sehen.

### Clos de la Lombarde
Stand 2022 ist nur eine größere Ausgrabungsstätte in der Stadt Narbonne vorhanden und für Besucher zugänglich, die Clos de la Lombarde. Der Name hat nichts mit den archäologischen Funden zu tun, die Gegend hieß bereits so, bevor 1973 die ersten Funde gemacht wurden. Die Ausgrabungen unter der Ägide der „Groupe de Recherches Archéologiques du Narbonnais“ (GRAN; zu Deutsch Gruppe der archäologischen Untersuchungen des Narbonner Gebiets) förderten Gebäude aus zwei Perioden Narbo Martius zu Tage. Die älteren Funde bilden ein wohlhabendes Wohnviertel mit mehreren Wohnhäusern (Domus), einer Werkstatt und Thermen aus der Endzeit der Römischen Republik, 1. Jahrhundert v. Chr. Zwischenzeitlich an mehreren Stellen umgebaut, wurde die Gegend um die Mitte des 3. Jahrhunderts bei der Verkleinerung der Stadt aufgegeben. Aus der zweiten Nutzungsperiode wurden die Überreste einer frühchristlichen Basilika aus dem 4. Jahrhundert freigelegt, die auf den Fundamenten der älteren Häuser errichtet wurde.
Aus der früheren Periode umfassen die Ausgrabungen einen vollständigen Wohnblock mit zwei Wohnhäusern sowie die vier umgebenden, ursprünglich mit Kies beschichteten Straßen und Teile der angrenzenden Blocks. Berühmt wurde die Ausgrabungsstelle vor allem wegen der in den Wohnhäusern gefundenen Teilen von Wandgemälden, die restauriert dem Museum Narbo Via die größte Sammlung römischer Gemälde in Frankreich bescherten. Auch eine Merkurstatue und eine Statue des kindlichen Bacchus sind im Museum ausgestellt.

Wandgemälde der Fundstätte Clos de la Lombarde
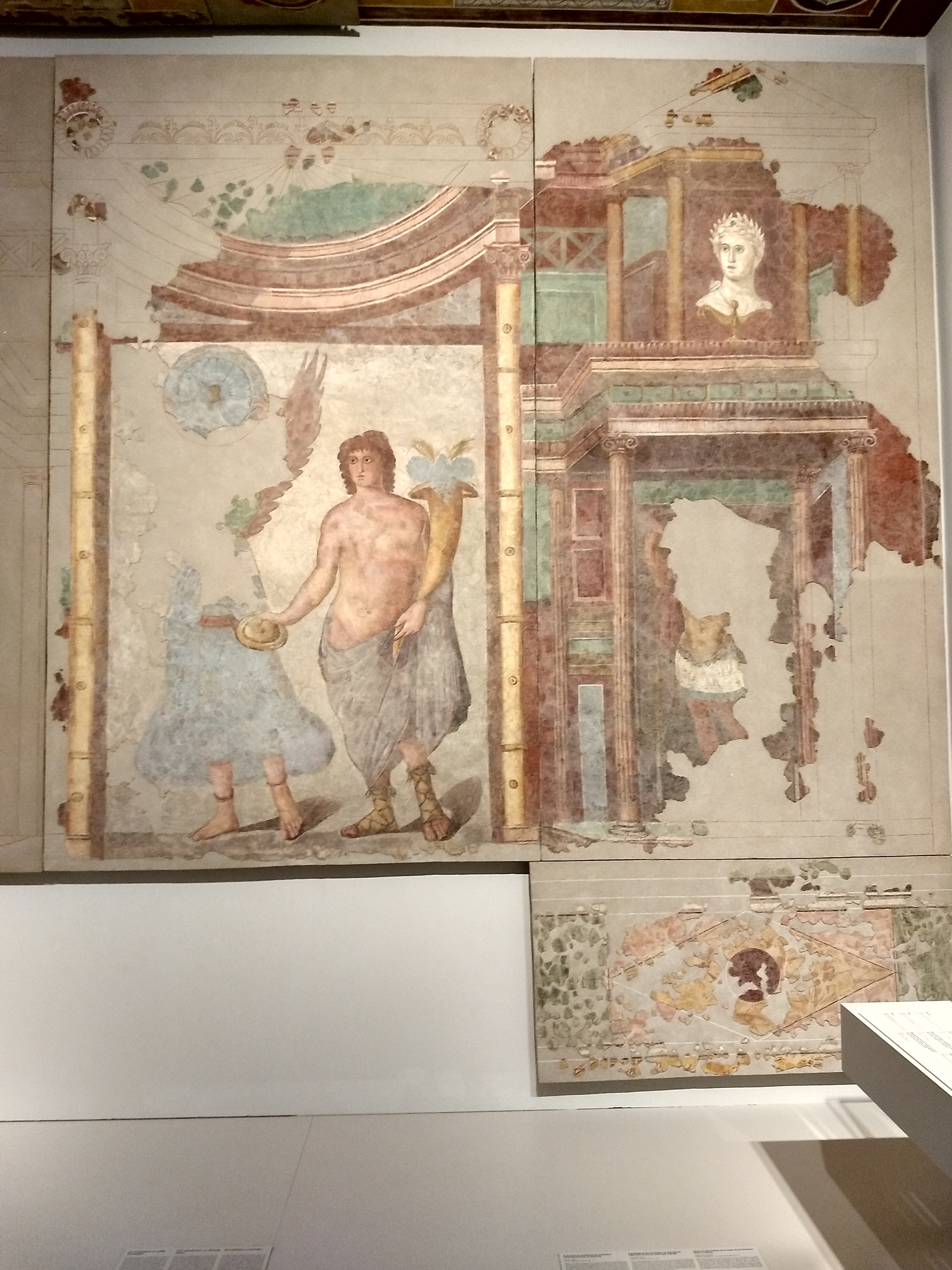
Wandgemälde aus einem Triclinum (Esszimmer)
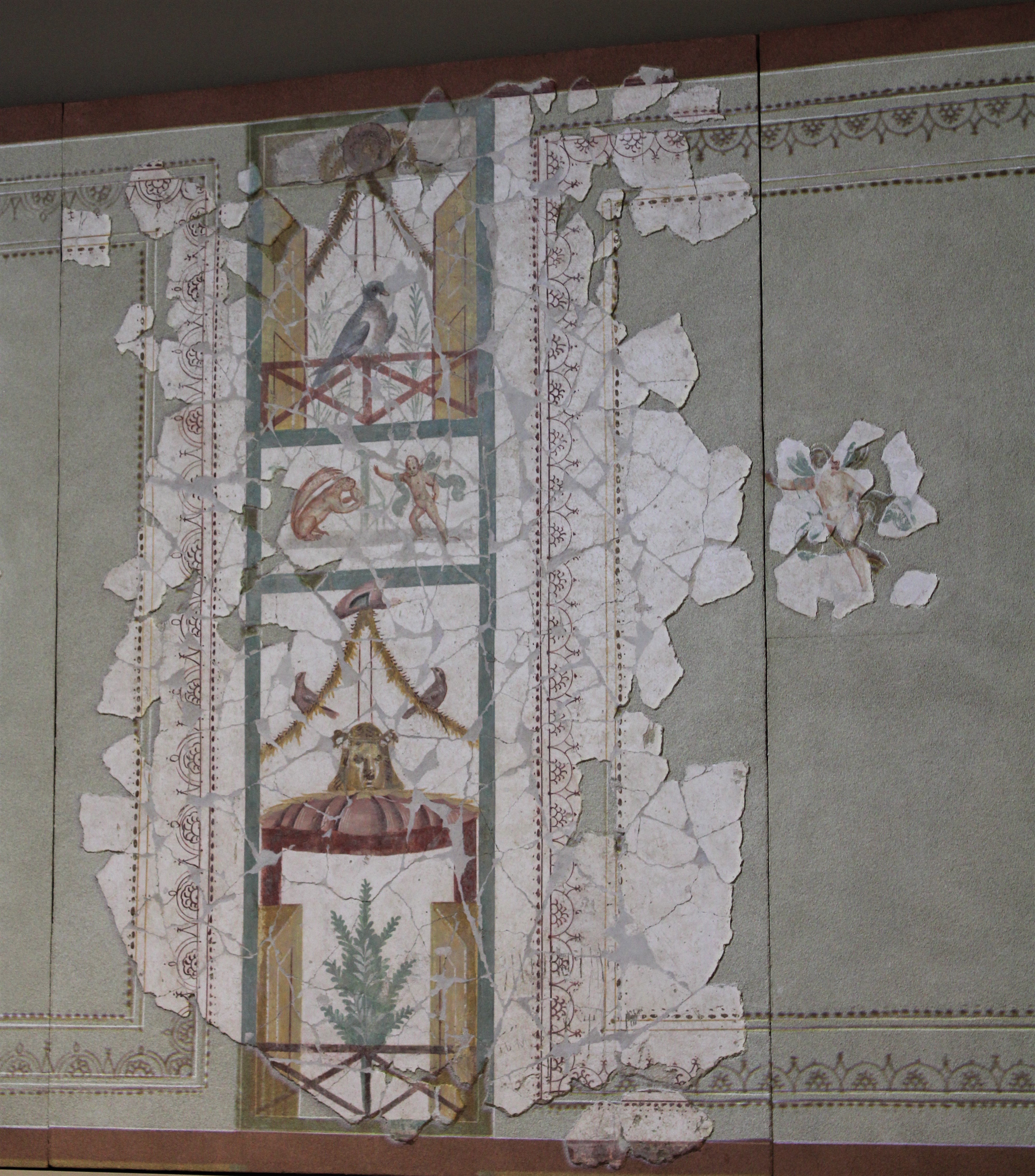
Imaginäre Gartenansichten
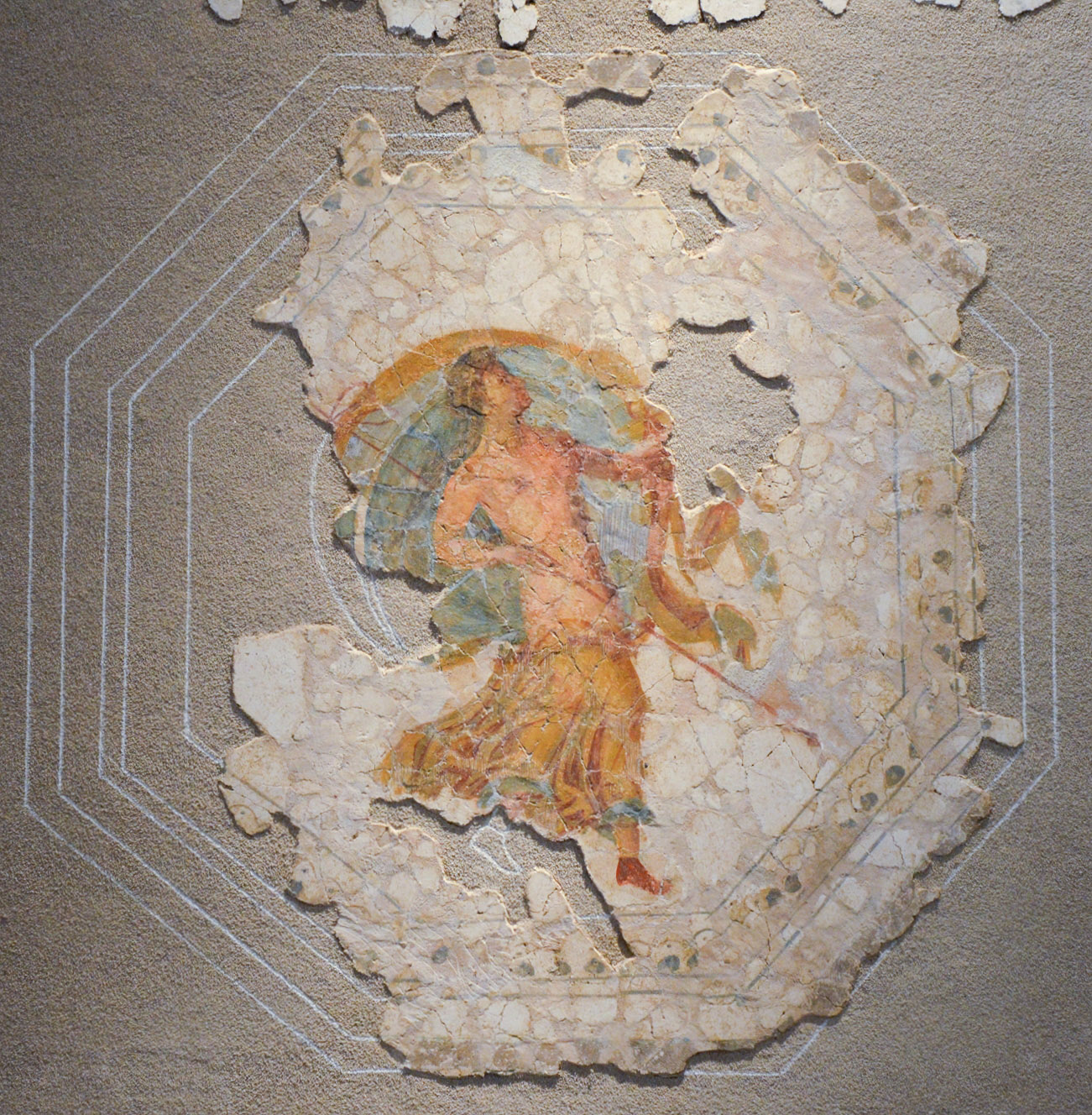
Deckenfresko mit Mänade mit Thyrsos
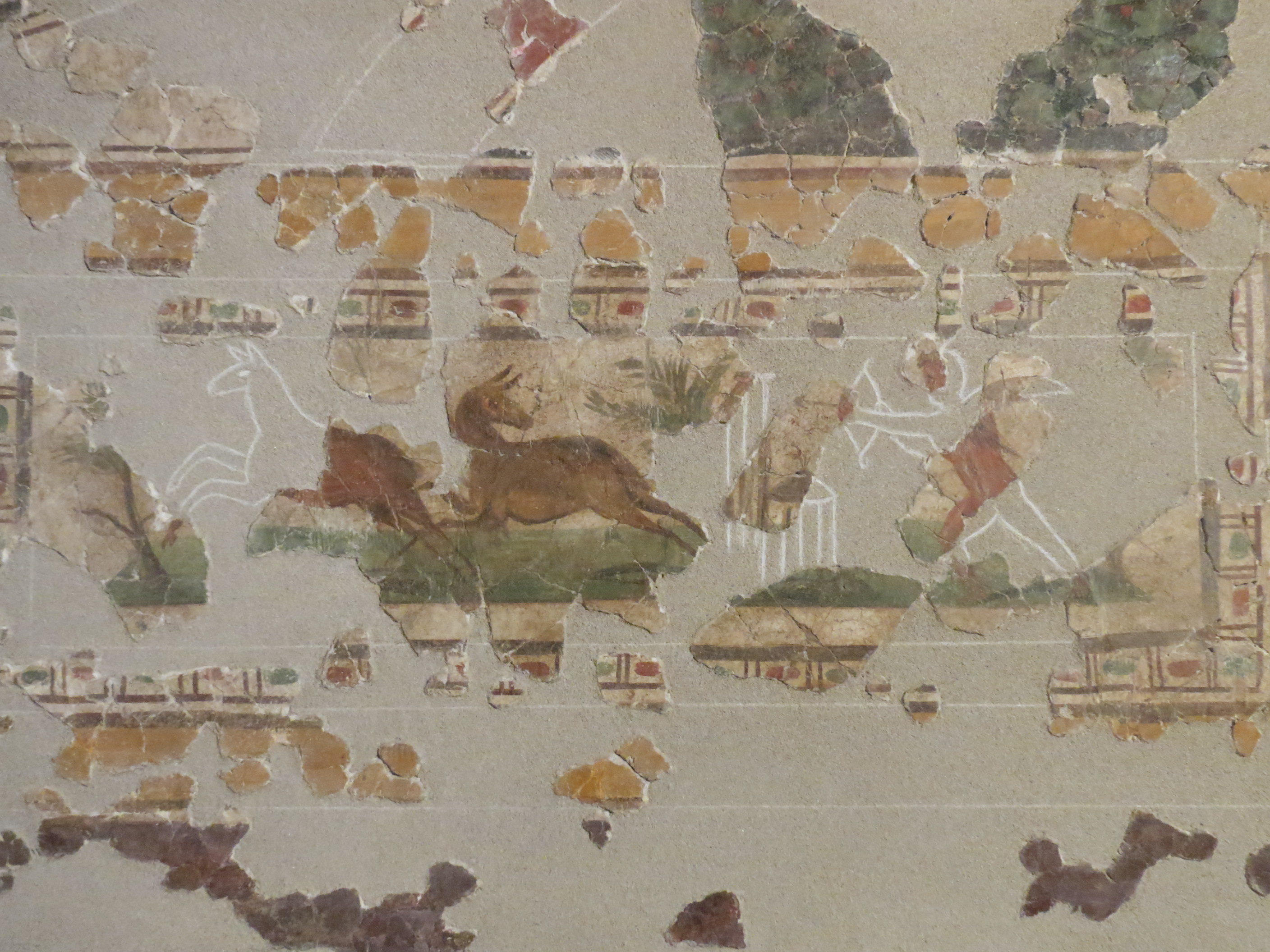
Jagdszene
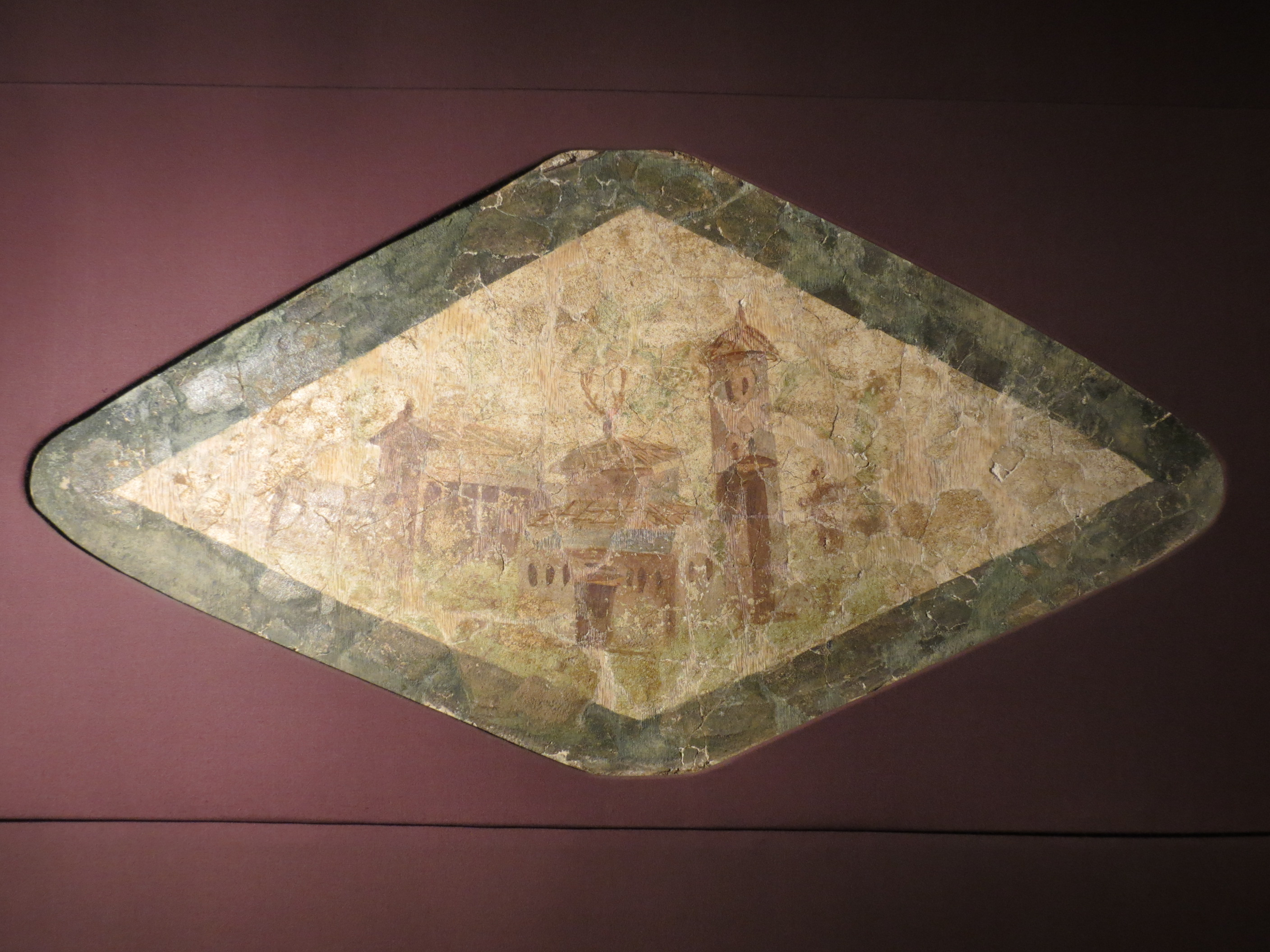
Idyllische Landschaft
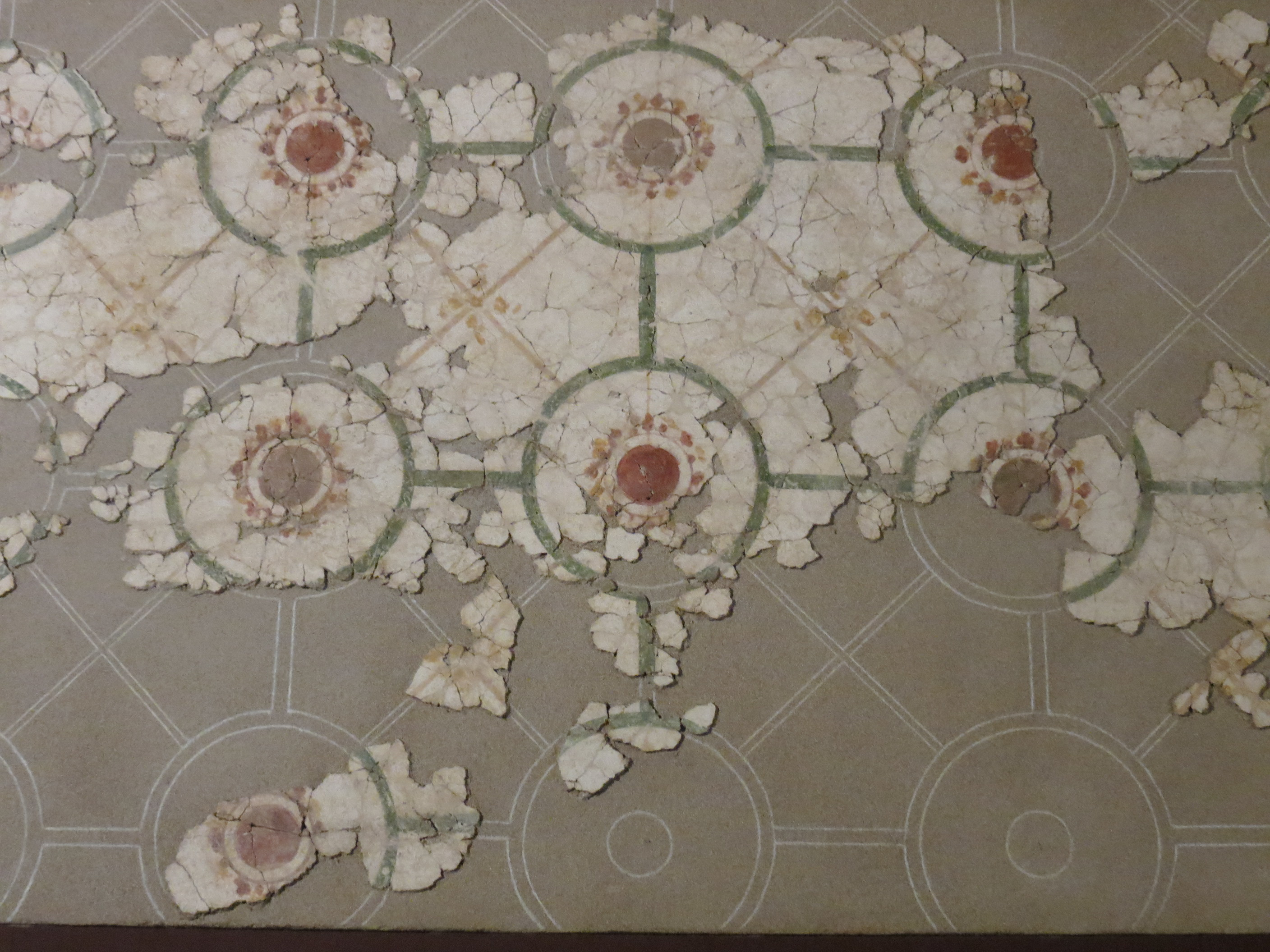
Geometrische Wandverzierung

### Weitere Fundstätten im heutigen Stadtgebiet
Seit dem 19. Jahrhundert kamen an mehreren Dutzend Stellen der Stadt römische Fundstücke zu Tage. So auch bei Arbeiten zur Anlegung der Bahnlinie und des Bahnhofs: 1855 wurden die Reste eines Domus entdeckt, darunter das „Mosaïque au Méandre“ (Mosaik mit Mäander). 1856 wurde eine Silenos-Statue gefunden, eine antike Kopie eines griechischen Originals.

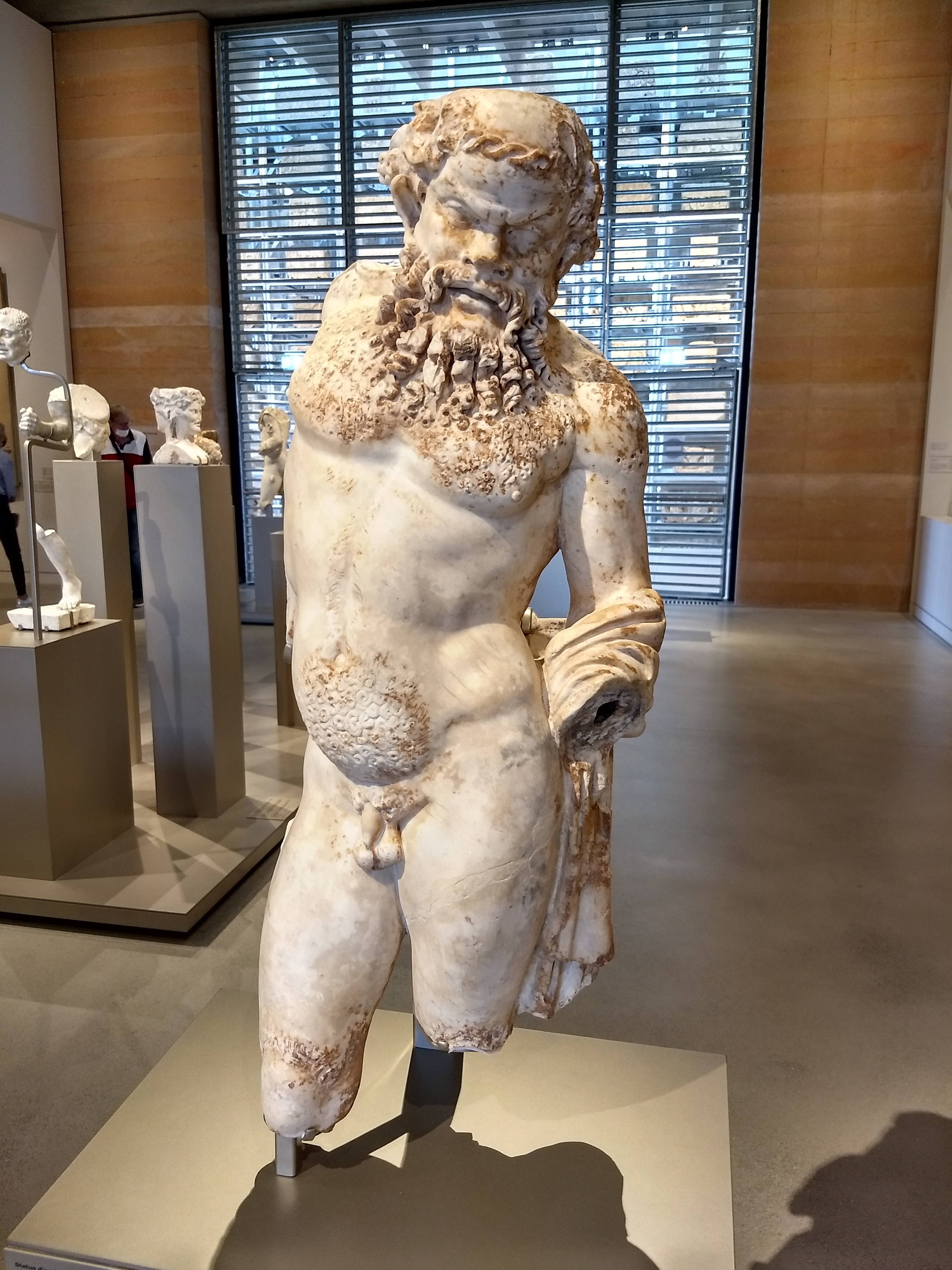
Silenus Statue
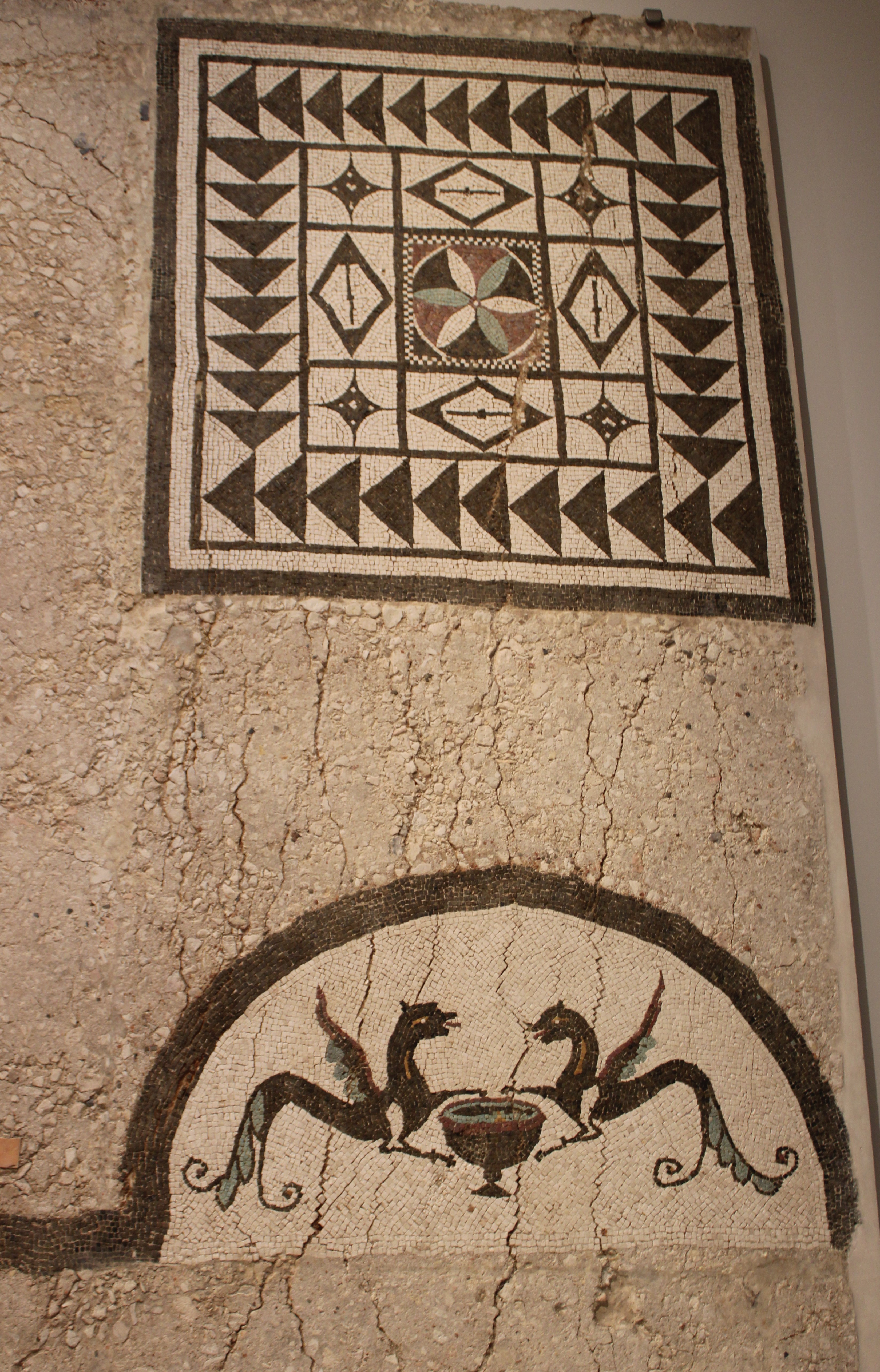
Ausschnitt aus dem Mosaïque aux griffons

Bei Ausgrabungen auf dem Bauplatz der zukünftigen Mediathek, nicht weit vom ehemaligen Flussufer entfernt, wurden 2001 mehrere Schichten mit Funden erschlossen. Die älteste war aus dem 1. Jahrhundert v. Chr. mit Grundmauern deren Zweck nicht ganz klar wurde, vermutlich eine landwirtschaftliche Nutzung. Eine jüngere Schicht aus der Hochzeit des Kaiserreichs zeigte starke Verstädterung wie einen Weg, Kanalisation und drei Domus. In einem wurde das „Mosaïque aux Griffons“ (Mosaik mit Greifen) aus dem 1. Jahrhundert n. Chr. gefunden. Im selben Jahrhundert brannte das Stadtviertel zwei Mal. Aus der Zeit danach konnten nur wenige römische Funde sichergestellt werden.

## Die Häfen von Narbo Martius

### Übersicht
Von der Antike bis ins Mittelalter war Narbonne eine wichtige Hafenstadt für den Seehandel. Durch eine Veränderung des Verlaufs der Aude (lateinisch Atax) und die fortschreitende Verlandung der Lagune vor Narbonne haben sich seitdem wesentliche Änderungen im Landschaftsbild ergeben. Aus der Zeit des römischen Narbo sind vier Häfen bekannt. In der Stadt selber war der Flusshafen am südlichen Arm der Aude, die im Bett des heutigen Canal de la Robine verlief.
Etwa vier Kilometer südlich der Stadt befand sich für etwa 100 Jahre lang, von circa 30 vor bis 70 nach Christus, der Haupt-Meereshafen, dort wo heute der Jachthafen La Nautique am Ufer des heutigen Étang de Bages et de Sigean liegt. An der Mündung in die Lagune wurde der südliche Mündungsarm der Aude bei den heutigen Orten Castélou und Mandirac auf beiden Seiten mit Steinmauern eingefasst, so dass Anlegeplätze für Schiffe entstanden (Kanal von Castélou-Mandirac). Die ältesten Strukturen lassen sich auf das 1. Jahrhundert datieren, wie die Aufgabe des vorherigen Hafens. Bis zum Ende des 5. Jahrhunderts wurden die Kaimauern immer weiter in die Lagune hinein verschoben, um der Verlandung entgegenzuwirken. Am Eingang der Lagune befand sich auf der heute zu Gruissan gehörigen Île Saint-Martin ein Vorhafen. Vermutlich wurden hier große Schiffe entladen, um die Ladung mit kleineren Schiffen näher an die Stadt zu ermöglichen.

### Geographische Situation zur Römerzeit
Die Aude hatte zwei Mündungsarme zum Mittelmeer. Der nördliche floss entlang des heutigen Flussbettes, mündete aber bereits nördlich von Narbonne in die ausgedehnte Lagune. Das östlich und südlich von Narbo gelegene Massif de la Clape war damals eine Insel, ist aber heute durch Verlandung auf ganzer Länge mit dem Festland verbunden. Vom nordöstlichen Teil der Lagune ist heute nur noch der Étang de Vendres erhalten.
Der südliche Arm der Aude floss durch Narbo Martius und mündete anschließend in die Lagune, den „Lacus Rubresus“. Der Étang de Bages et de Sigean zwischen Narbonne und Port-la-Nouvelle im Süden ist der größte noch bestehende Überrest der ehemaligen Lagune.

## Neuzeitliche Beschäftigung mit der Geschichte
Ab etwa 1700 ist verstärktes Interesse am römischen Erbe Narbonnes überliefert. Die Brüder Guilaume und Jérôme Lafont (1658–1726) studierten die in der Stadtmauer eingebauten römischen Bilder und Inschriften, Jérôme zeichnete gar Karten der römischen Stadt. Wie die Karte von Jean-Baptiste Bousquet (1732–1809), ebenfalls aus dem 18. Jahrhundert, beruhen diese jedoch nicht auf dem geschichtlichen Aussehen Narbo Martius’, sondern sie sind eine symbolische Darstellung der Bedeutung der ehemaligen Provinzhauptstadt.
Das zunehmende Interesse an der Vergangenheit führte dazu, dass neue Funde eine gewisse Bekanntheit erreichten. Viele archäologische Funde wurden bei der Arbeit in Weinbergen gemacht. So wurde 1821 ein reich verziertes marmornes Stück eines Sarkophages aus dem 2. Jahrhundert gefunden, der „Sarcophage des Amours vendangeurs“ (Sarkophag der weinlesenden Amoren), welches der Finder im Hof seines Hauses in Narbonne aufstellte. Ab den 1820er Jahren wurde die Bekanntheit römischer Stücke aus Narbonne durch Publikationen des französischen Innenministeriums gesteigert. Dies führte zu Begehrlichkeiten bei großen Museen wie dem Louvre in Paris und dem Musée des Augustins in Toulouse, wodurch wiederum in Narbonne selbst das Bewusstsein für das reiche historische Erbe zunahm und der Wunsch nach einem lokalen Museum zu dessen Schutz entstand.
1833 gründete eine Gruppe von 25 Personen um den Narbonner Prähistoriker Paul Tournal mit Genehmigung des Präfekten eine „Commission archéologique et littéraire“ (archäologische und literarische Kommission), die sich für den Schutz des Kulturerbes einsetzte. Die drei Hauptziele waren die Gründung eines Museums, einer Bibliothek und eines Archivdienstes. Erster Ausstellungsraum war der Saal der Wache (salle des Gardes) im ehemaligen Erzbischofspalast; der letzte Narbonner Bischof hatte die Stadt in der französischen Revolution verlassen. Nachdem die Gemeinde das Gebäude erworben hatte, wurde der Kommission 1842 gestattet, einen Großteil der zweiten Etage zu belegen.
Ab 1835 erschien in mehreren Bänden das Monumentalwerk Voyages pittoresques et romantiques dans l’ancienne France, welches es sich zur Aufgabe machte, die historischen Gebäude Frankreichs möglichst vollständig zu dokumentieren. Neben anderen Abbildungen aus Narbonne sind auch die Tore der Stadtmauer dargestellt, die mit den römischen Inschriften und Reliefen umgeben sind.